# Bir Ali
Bir Ali és una ciutat costanera del Iemen, a la governació de Shabwa, a uns 140 al sud de la capital, Ataq, i a uns 120 km de Mukalla, més a l'est a la costa. Té uns tres mil habitants dedicats a la pesca. Propera es troba l'antiga Cana o Cane o Kana (Qana, Qani), l'antic port de l'encens. Al costat de Bir Ali hi ha una zona de turons volcànics. El clima és extrem i a l'estiu arriba fàcilment als 50 graus. La regió amb centre principal a la ciutat de Bir Ali correspon a la vall del wadi Amaqin.
Bir Ali va esdevenir independent pel fraccionament del soldanat wahidi amb capital a Habban vers el 1830. El soldà Mushin ben Salih va signar un tractat de protectorat amb la Gran Bretanya el 1890 i va pertànyer al Protectorat d'Aden (1890-1917), protectorat Occidental d'Aden (1917-1937), i Protectorat Oriental d'Aden (1937-1961). El 1961 fou incorporat al soldanat d'Azzan i Bal Haf amb el qual va ingressar a la Federació d'Aràbia del Sud el 1963. Integrat a la República Popular del Iemen del Sud (1967-1970) i República Popular i Democràtica del Iemen (1970-1990), és part de la República del Iemen després de la unificació d'aquest darrer any.

## Sultans
- Abd Allah ben Talib al-Wahidi 1830-?
- Al-Hadi ben Talib al-Wahidi 1842-1875
- Talib ben al-Hadi al-Wahidi 1875-1880
- Muhsin ben Salih al-Wahidi 1880-1893
- Salih ben Ahmad al-Wahidi 1893-1916
- Nasir ben Talib al-Wahidi 1916-1940
- Alawi ben Muhsin al-Wahidi 1940-1955
- Alawi ben Salih al-Wahidi 1955-1961